# Цикл Скудері
Цикл Скюдері — це термодинамічний цикл, який складається з наступної серії термодинамічних процесів:
- A-B і C-D (ВЕРХ і НИЖ петлі): пара квазіпаралельних адіабатичних процесів
- D-A (ЛІВА сторона петлі): позитивний нахил, зростаючий тиск, зростаючий об'єм
- B-C (ПРАВА сторона петлі): ізохорний процес

Адіабатичні процеси є непроникними для тепла: тепло швидко тече в петлю через лівий розширювальний процес, що призводить до підвищення тиску в той час як об'єм збільшується; частина його витікає назад через правий процес скидання тиску; тепло, що залишилося, виконує роботу.